# Bendera
Bendera ist ein Verwaltungsbezirk (Ward) des Distrikts Same in der tansanischen Region Kilimandscharo.

## Geografie
Bendera liegt im Nordosten von Tansania zwischen dem Pare-Gebirge und den Usambara-Bergen. Die Regionshauptstadt Moshi ist 150 Kilometer Luftlinie entfernt im Nordwesten, zur Grenze nach Kenia sind es etwa 60 Kilometer.
Der Bezirk grenzt im Norden an Kihurion, im Nordosten an Kalemawe, im Osten an Minazi, Mbaru und Manolo, im Süden an Mkomazi und im Westen an Vunta. Bei der Volkszählung 2022 lebten 5565 Menschen in 1464 Haushalten auf einer Fläche von 118 Quadratkilometern.

## Gliederung
Der Bezirk besteht aus drei Gemeinden (Mtaa) mit elf Orten (Kitongoji):
| Bendera - Bethelini - Kaloleni - Masaini | Majengo - Mrango - Lasa - Majengo | Mgandu - Apolo - Mashine - Majengo - Nzerembe - Msigani |

## Wirtschaft und Infrastruktur
- Bildung: Die Bemko Secondary School ist eine staatliche weiterführende Schule für Mädchen und Burschen. Im Jahr 2023 waren 170 Schüler eingeschrieben.[8][9]
- Gesundheit: Im Bezirk liegen drei staatliche Apotheken, je eine in den Gemeinden Bendera,[10] Majengo[11] und Mgandu.[12]